# Tour du lac Taihu
Le Tour du lac Taihu est une course cycliste sur route organisée en Chine depuis 2010 autour du lac Tai,  par étapes depuis 2011, après une première édition sous la forme d'une course d'un jour en 2010.
La course est en catégorie 1.2 en 2010, elle passe en 2.2 en 2011 puis en 2.1 à partir de 2012. Après avoir été annulée de 2020 à 2022 à cause de la pandémie de Covid-19, la course intègre en 2023 le calendrier UCI ProSeries, le deuxième niveau du cyclisme international, en catégorie 2.Pro. En 2024 elle a lieu sur 5 jours (4 en 2023) du 9 au 13 octobre (et non plus en septembre).

## Palmarès
| Année     | Vainqueur,        | Deuxième          | Troisième          |
| --------- | ----------------- | ----------------- | ------------------ |
| 2010      | David Kemp        | Jing Yang         | Serhiy Grechyn     |
| 2011      | Boris Shpilevsky  | Alois Kaňkovský   | Aaron Kemps        |
| 2012      | Milan Kadlec      | Floris Goesinnen  | Choi Ki Ho         |
| 2013      | Yuriy Metlushenko | Alois Kaňkovský   | Boris Shpilevsky   |
| 2014      | Sam Witmitz       | Alois Kaňkovský   | Jurgen van Diemen  |
| 2015      | Jakub Mareczko    | Andrea Palini     | Marco Zanotti      |
| 2016      | Leonardo Duque    | Yonder Godoy      | Peter Schulting    |
| 2017      | Jakub Mareczko    | Guillaume Boivin  | Carlos Alzate      |
| 2018      | Boris Vallée      | Benjamin Dyball   | Alexander Cataford |
| 2019      | Dylan Kennett     | Boris Vallée      | Matthias Brändle   |
| 2020-2022 | Non organisé      | Non organisé      | Non organisé       |
| 2023      | George Jackson    | Enrico Zanoncello | Jarne Van de Paar  |
| 2024      | Jelte Krijnsen    | Marcin Budziński  | Wilmar Paredes     |